# Kingfisher Airlines
Kingfisher Airlines Limited was een in Bangalore (India) gevestigde luchtvaartmaatschappij. Het netwerk kende 71 bestemmingen waarop 375 vluchten per dag worden uitgevoerd. Belangrijke knooppunten waren: Bengaluru International Airport (Bangalore), Chhatrapati Shivaji International Airport (Mumbai), Rajiv Gandhi International Airport (Haiderabad) en Indira Gandhi International Airport (New Delhi). Kingfisher had een aandeel van 26% in de lagekostenmaatschappij Simplifly Deccan en had een optie op nog eens 20%.
Kingfisher was, samen met Asiana Airlines, Malaysia Airlines, Qatar Airways, Singapore Airlines en Cathay Pacific, een van de zes luchtvaartmaatschappijen in de wereld die van beoordeelaar Skytrax vijf sterren hebben gekregen.
Sinds februari 2013 vliegt de maatschappij niet meer.

## Geschiedenis
Kingfisher begon het vliegbedrijf op 9 mei 2005 met vier geleasede Airbus A320 vliegtuigen. De luchtvaartmaatschappij is onderdeel van de United Breweries Groep (dat ook eigenaar is van het Indiase bier met dezelfde naam: Kingfisher).
In 2008 werd Air Deccan deels overgenomen. Deze maatschappij zat in de financiële problemen, maar na de overname kon Kingfisher ook buitenlandse bestemmingen aandoen. Indiase maatschappijen moesten minsten vijf jaar bestaan en meer dan 20 vliegtuigen hebben om internationale diensten aan te mogen bieden en na de overname van Air Deccan voldeed Kingfisher aan deze wettelijke eisen.
Kingfisher beloofde veel service en lage prijzen. De kosten liepen sterk op door de gestegen olieprijzen en er was veel overcapaciteit in de markt waardoor de ticketprijzen niet verhoogd konden worden. Voor Kingfisher liepen de verliezen en ook de schulden op. In 2010 werd een deel van de schulden aan banken omgezet in aandelen en de resterende schuld kon over een langere periode worden afgelost. Dit bleek allemaal onvoldoende en in november 2011 had de maatschappij een betalingsachterstand van salarissen en bij leasemaatschappijen. Omdat evenmin brandstof gekocht kon worden werd een groot deel van de vluchten geschrapt.
De plannen om toe te treden tot de luchtvaartalliantie Oneworld zijn uitgesteld om de financiële positie te versterken. De toetreding was aanvankelijk gepland voor februari 2012.
Het bedrijf is niet meer uit de financiële problemen gekomen en sinds februari 2013 vliegt de maatschappij niet meer.

## Bestemmingen

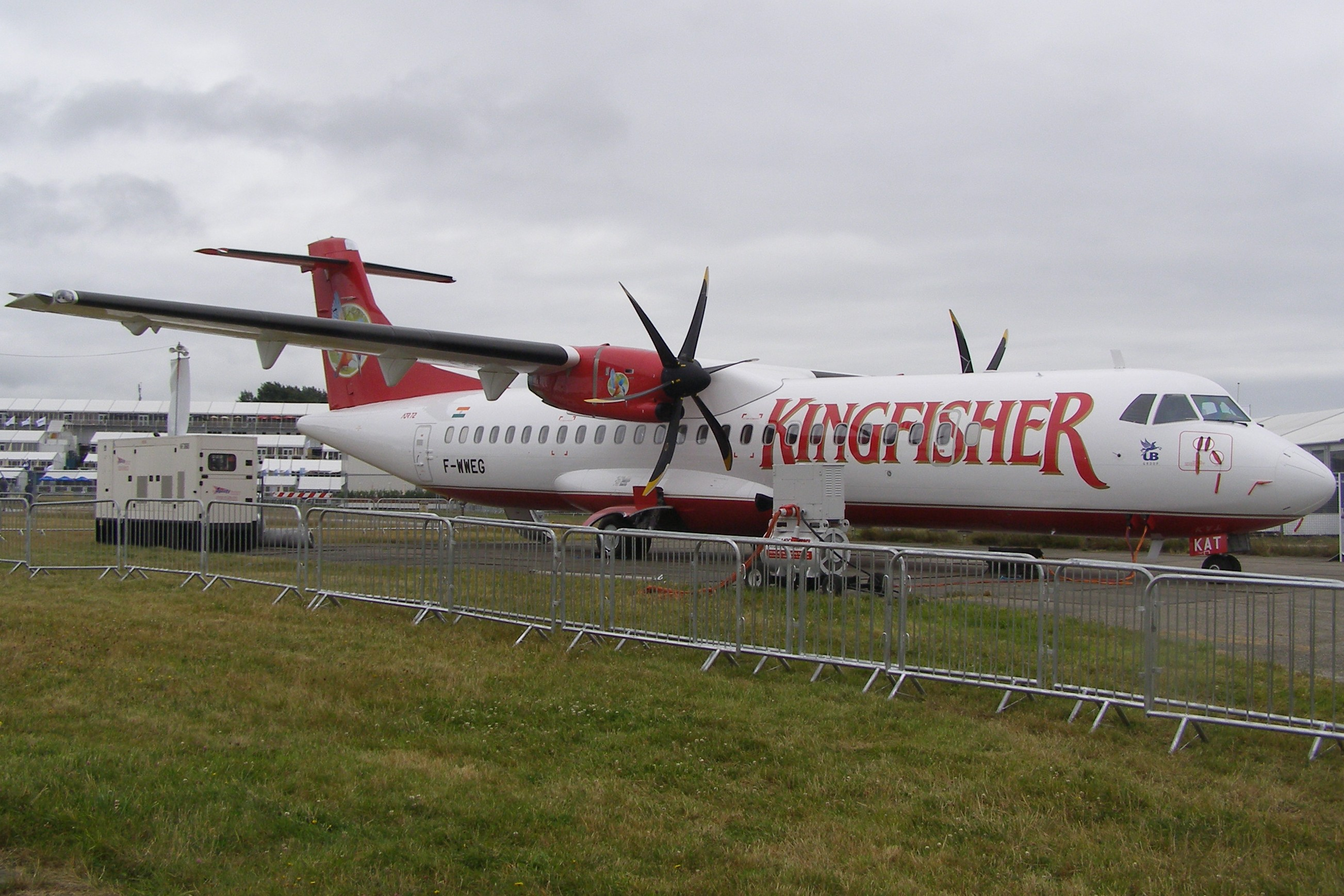
Kingfisher Airlines ATR72

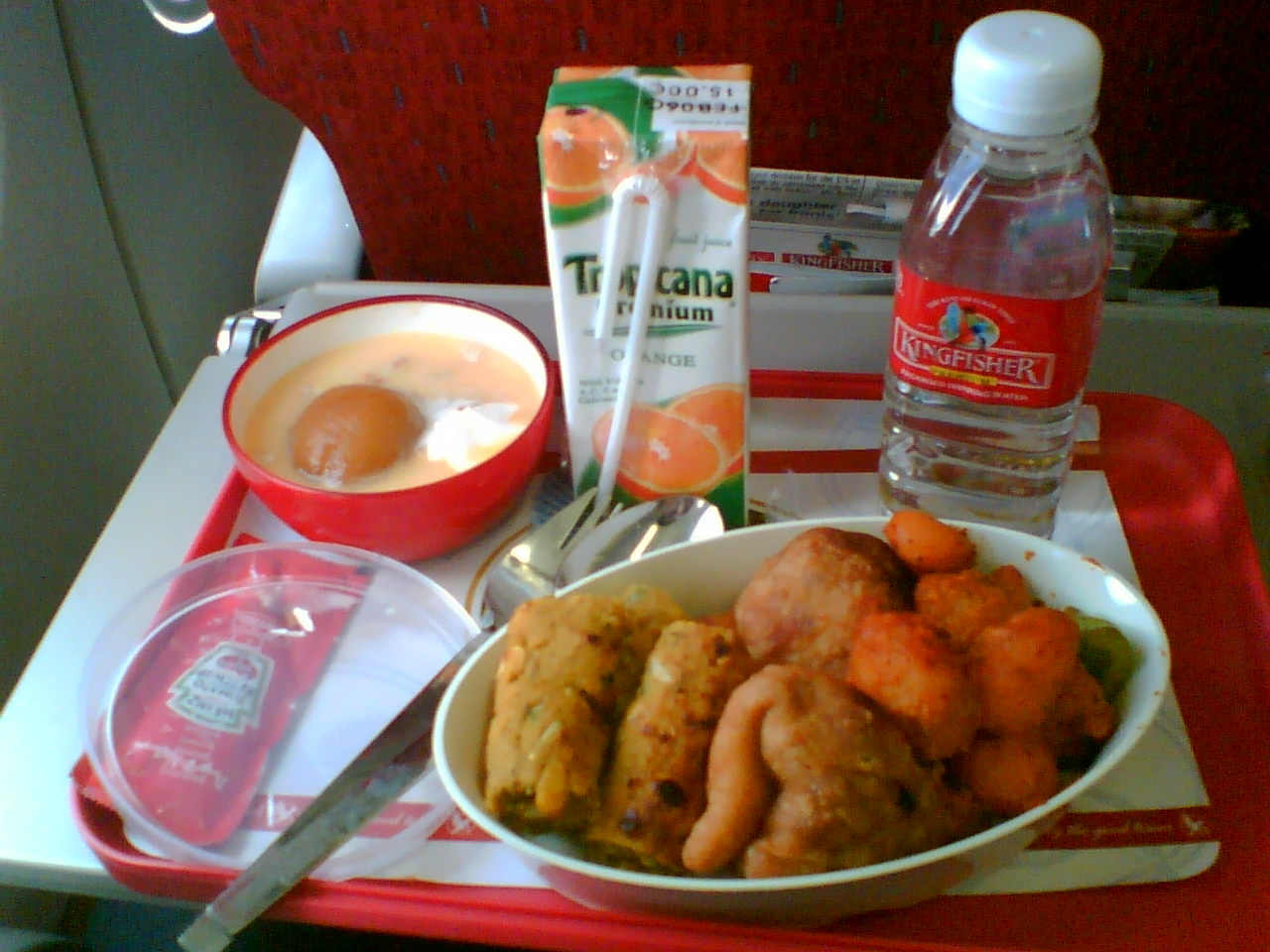
Eten aan boord een vlucht van Kingfisher

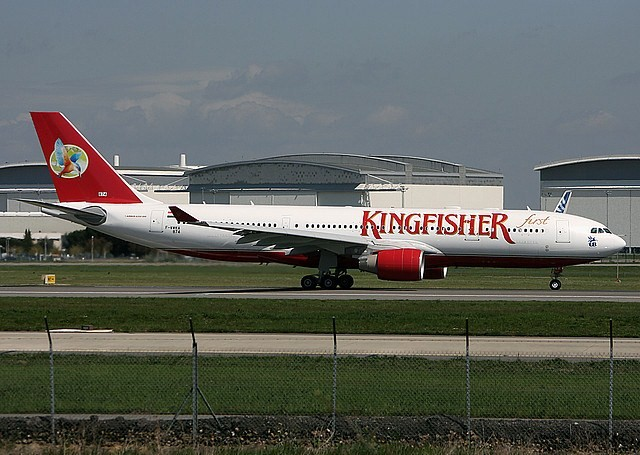
Kingfisher Airlines Airbus A330

Kingfisher Airlines voerde hoofdzakelijk vluchten uit binnen India. Sinds maart 2010 werden vanuit Mumbai en Delhi met een Airbus A330 intercontinentale vluchten uitgevoerd naar Londen.

## Vloot
| Vliegtuig          | Totaal                   | Passagiers (Kingfisher First/Kingfisher Class) | Bijzonderheden                           |
| ------------------ | ------------------------ | ---------------------------------------------- | ---------------------------------------- |
| ATR 72-500         | 17 (17 besteld)          | 66 (0/66)                                      |                                          |
| Airbus A319-100    | 4                        | 144 (0/144)                                    | International Aero Engines V2500-motoren |
| Airbus A319-100CJ  | 1                        | Privé vliegtuig                                |                                          |
| Airbus A320-200    | 15 (49 besteld)          | 174 (0/174) 134 (20/114)                       |                                          |
| Airbus A321-200    | 8                        | 199 (0/199) 151 (32/119)                       |                                          |
| Airbus A330-200    | 5 (10 besteld)           |                                                | Pratt & Whitney PW4000-motoren           |
| Airbus A340-500HGW | 5 (3 besteld)            |                                                | Rolls Royce Trent 556-motoren            |
| Airbus A350-800XWB | (20 besteld) (10 opties) |                                                | Rolls Royce Trent XWB-motoren            |
| Airbus A380-800    | (5 besteld) (5 opties)   |                                                | Begin: 2010                              |
| Totaal             | 55+110 besteld = 165     |                                                |                                          |

In maart 2008 was de gemiddelde vlootleeftijd van Kingfisher Airlines 1,7 jaar.